# ناودان‌های فراقولونی
ناودان‌های فراقولونی یا یا ناودان‌های پاراکولیک (انگلیسی: Paracolic gutters) فضای بین کولون و دیواره شکمی را تشکیل می‌دهند.
ناودان پاراکولیک راست در انتهای فوقانی خود به بن‌بست هپاتورنال راه می‌یابد. این ناحیه ممکن است با انتشار عفونت به سمت پایین از طریق بن‌بست هپاتورنال یا کیسه کهتر یا با انتشار عفونت به سمت بالا از طریق آپاندیس عفونی شود.
ناودان پاراکولیک چپ در انتهای تحتانی خود به‌طور آزادانه به لگن را می‌یابد. این ناودان در قسمت فوقانی توسط لیگامان فرنیکو کولیک از طحال و فضای طحالی‌کلیوی جدا می‌شود. این ناحیه ممکن است از طریق بخش بالاقولونی (سوپراکولیک) یا از طریق گسترش عفونت لگنی به سمت بالا عفونی شود.